# Нижняя Мактама (городское поселение)
Городско́е поселе́ние посёлок Нижняя Мактама — муниципальное образование в Альметьевском районе Татарстана Российской Федерации.
Административный центр — пгт Нижняя Мактама.

## История
Статус и границы городского поселения установлены Законом Республики Татарстан от 31 января 2005 года № 9-ЗРТ «Об установлении границ территорий и статусе муниципального образования "Альметьевский муниципальный район" и муниципальных образований в его составе».

## Население
| 2010    | 2011    | 2012    | 2013    | 2014    | 2015    | 2016    |
| ------- | ------- | ------- | ------- | ------- | ------- | ------- |
| 11 584  | →11 584 | ↗11 596 | ↗11 649 | ↗11 689 | ↘11 686 | ↘11 655 |
| 2017    | 2018    | 2021    |         |         |         |         |
| ↗11 696 | ↘11 692 | ↘11 414 |         |         |         |         |

## Состав городского поселения
| № | Населённый пункт | Тип населённого пункта      | Население |
| - | ---------------- | --------------------------- | --------- |
| 1 | Нижняя Мактама   | пгт, административный центр | ↘9574     |
| 2 | Тихоновка        | село                        | ↘1605     |